# Floda socken, Dalarna
Floda socken ligger i Dalarna, ingår sedan 1971 i Gagnefs kommun och motsvarar från 2016 Floda distrikt.
Socknens areal är 398,40 kvadratkilometer, varav 375,20 land. År 2020 fanns här 1 735 invånare. Tätorterna Björbo och Dala-Floda med sockenkyrkan Floda kyrka ligger i socknen.  

## Administrativ historik
Floda socken har medeltida ursprung. Kronprinsen Gustaf Adolf fick Floda socken, Dalarna som hertigdöme 1610.
Vid kommunreformen 1862 övergick socknens ansvar för de kyrkliga frågorna till Floda församling och för de borgerliga frågorna till Floda landskommun. Landskommunen uppgick 1971 i Gagnefs kommun.
1 januari 2016 inrättades distriktet Floda, med samma omfattning som församlingen hade 1999/2000.
Socknen har tillhört fögderier, tingslag och domsagor enligt vad som beskrivs i artikeln Dalarna. De indelta soldaterna tillhörde Dalregementet, Vesterdals Kompani.

## Geografi
Floda socken ligger kring Västerdalälven och Flosjön söder om Siljan. Socknen har odlingsbygd i den smala älvdalen och är i övrigt en moss- och sjörik kuperad skogsbygd med höjder som i Ekfännsklack når 456 meter över havet.
I södra delen av socknen ligger Floda finnmark.

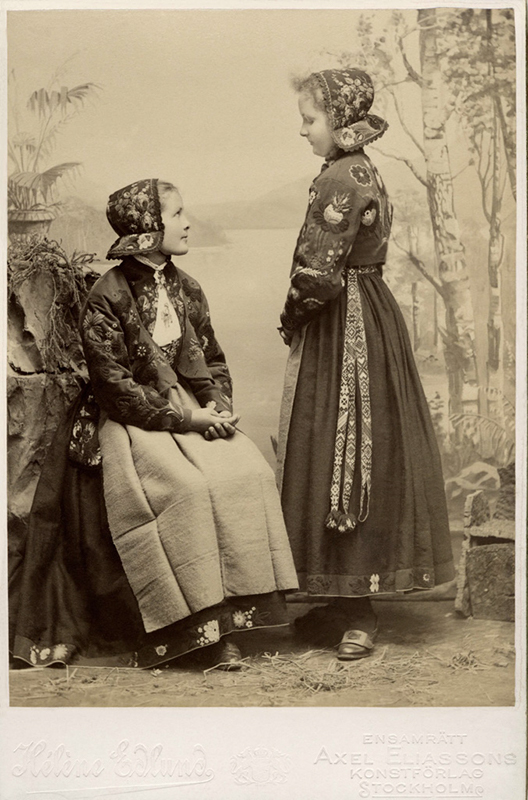
Flodadräkter med yllebroderiet påsöm

## Fornlämningar
Några boplatser och enstaka lösfynd från stenåldern samt enstaka gravar från järnåldern är funna.

## Namnet
Namnet (1386 Flodhe) kommer från kyrkbyn. Det innehåller flodh, 'vattenflöde, översvämning' syftande på älven eller Flosjön.

## Befolkningsutveckling
| Befolkningsutvecklingen i Floda socken, Dalarna 1750–2020 | Befolkningsutvecklingen i Floda socken, Dalarna 1750–2020 | Befolkningsutvecklingen i Floda socken, Dalarna 1750–2020 | Befolkningsutvecklingen i Floda socken, Dalarna 1750–2020 | Befolkningsutvecklingen i Floda socken, Dalarna 1750–2020 |
| --- | --------------------------------------------------------- | --------------------------------------------------------- | --------------------------------------------------------- | --------------------------------------------------------- |
| |                                                           |                                                           |                                                           |                                                           |
| År |                                                           |                                                           | Folkmängd                                                 |                                                           |
| 1750 | 1750                                                      |                                                           | 1 410                                                     |                                                           |
| 1760 | 1760                                                      |                                                           | 1 614                                                     |                                                           |
| 1769 | 1769                                                      |                                                           | 1 511                                                     |                                                           |
| 1780 | 1780                                                      |                                                           | 1 584                                                     |                                                           |
| 1790 | 1790                                                      |                                                           | 1 654                                                     |                                                           |
| 1800 | 1800                                                      |                                                           | 1 860                                                     |                                                           |
| 1810 | 1810                                                      |                                                           | 1 792                                                     |                                                           |
| 1820 | 1820                                                      |                                                           | 1 687                                                     |                                                           |
| 1830 | 1830                                                      |                                                           | 1 908                                                     |                                                           |
| 1840 | 1840                                                      |                                                           | 2 002                                                     |                                                           |
| 1850 | 1850                                                      |                                                           | 2 157                                                     |                                                           |
| 1860 | 1860                                                      |                                                           | 2 372                                                     |                                                           |
| 1870 | 1870                                                      |                                                           | 2 333                                                     |                                                           |
| 1880 | 1880                                                      |                                                           | 2 449                                                     |                                                           |
| 1890 | 1890                                                      |                                                           | 2 576                                                     |                                                           |
| 1900 | 1900                                                      |                                                           | 2 421                                                     |                                                           |
| 1910 | 1910                                                      |                                                           | 2 536                                                     |                                                           |
| 1920 | 1920                                                      |                                                           | 2 571                                                     |                                                           |
| 1930 | 1930                                                      |                                                           | 2 532                                                     |                                                           |
| 1940 | 1940                                                      |                                                           | 2 397                                                     |                                                           |
| 1950 | 1950                                                      |                                                           | 2 626                                                     |                                                           |
| 1960 | 1960                                                      |                                                           | 2 532                                                     |                                                           |
| 1970 | 1970                                                      |                                                           | 2 168                                                     |                                                           |
| 1980 | 1980                                                      |                                                           | 2 042                                                     |                                                           |
| 1990 | 1990                                                      |                                                           | 1 957                                                     |                                                           |
| 2010 | 2010                                                      |                                                           | 1 776                                                     |                                                           |
| 2020 | 2020                                                      |                                                           | 1 735                                                     |                                                           |
| Anm: Källor: Umeå universitet - Tabellverket 1749-1859, Demografiska databasen, CEDAR, Umeå universitet, Befolkning per församling, Folkmängden per distrikt, landskap, landsdel eller riket efter kön. År 2015 - 2021. |                                                           |                                                           |                                                           |                                                           |